# Nuclear Physics (revue)
Pour les articles homonymes, voir Nuclear Physics.
Nuclear Physics est une revue de physique nucléaire évaluée par les pairs publiée par Elsevier. Fondée en 1956, la publication s'est divisée par la suite en deux : Nuclear Physics A et Nuclear Physics B (1967). Un supplément à Nuclear Physics B, intitulé Nuclear Physics B: Proceedings Supplements, a été lancé en 1987.
Nuclear Physics B fait partie du Sponsoring Consortium for Open Access Publishing in Particle Physics (SCOAP3).